# カール・ゼーマン
カール・ゼーマン（Carl Seemann, 1910年5月8日 - 1983年11月26日）は、ドイツのピアニスト。

## 経歴
1910年5月8日、ブレーメンにて生まれた。
ライプツィヒでギュンター・ラミンとクルト・トーマスに学び、フレンスブルクのオルガン奏者を務めた。
1935年からピアニストに転向し、独奏だけでなく、ヴォルフガング・シュナイダーハンらとの室内楽も活発に行った。
一方でキールやストラスブールの音楽院でも教鞭をとり、1964年から1974年までフライブルク音楽大学の学長を務めた。
1983年11月26日、フライブルクにて73歳で死去した。